# Koichi Maeda
Koichi Maeda (født 28. maj 1991) er en japansk fodboldspiller.
Han har spillet for flere forskellige klubber i sin karriere, herunder FC Ryukyu, Renofa Yamaguchi FC og Fujieda MYFC.